# Васильев, Виктор Игоревич
Виктор Игоревич Васильев (бел. Віктар Ігаравіч Васільеў; род. 23 июня 1958) — советский и белорусский актёр, председатель Союза кинематографистов Беларуси (2008—2024). Заслуженный деятель искусств Республики Беларусь (2020).
С 2023 года — председатель Конфедерации киносоюзов стран СНГ. Ведущий мастер сцены Белорусского государственного молодёжного театра.

## Биография
С 1976 года работал на Свердловской студии телевидения осветителем, механиком съёмочной техники, ассистентом режиссёра. В 1983 году поступил в Свердловский государственный институт театра и кино. В 1987 году работал в Уральском театре драмы (актёр). Окончил Свердловский театральный институт.
В 1989 году приглашён в Минск в Театр драмы и комедии, затем в Альтернативный театр. С 2002 года работает актёром театра и кино на Национальной киностудии «Беларусьфильм». С 2013 года работает доцентом кафедры режиссуры кино БГАИ. С 2014 года работает в Белорусском государственном молодёжном театре.
С 2008 по 2024 год — председатель Республиканского общественного объединения «Белорусский союз кинематографистов», является членом экспертного совета по кинематографии Министерства культуры Республики Беларусь, член правления Гильдии актёров кино.
Представлял Республику Беларусь на международных фестивалях и конференциях.
Является постоянным членом жюри международных кинофестивалей и конкурсов. Так в 2023 году был членом жюри XVI кинофестиваля «Золотой Феникс».
С 2023 года является председателем Конфедерации киносоюзов стран СНГ.
В рецензии на спектакль отмечается:
«Помимо ярких работ молодых артистов, в роль доктора богословия Чезюбла органично вжился председатель Белорусского союза кинематографистов заслуженный деятель искусств Виктор Васильев. Именно его мастерство, самоирония, тонкое понимание природы юмора Уайльда задают тон всему спектаклю. Васильев демонстрирует целый комплекс чувств и состояний. Это и элегическое настроение деревенского жителя, ценящего природные красоты, и романтическое, скрываемое до поры до времени даже от самого себя, искреннее чувство к гувернантке мисс Призм, и архаичное следование всем церковным догмам, с одной стороны, и желание слышать шум живой жизни — с другой. … Виктор Васильев играет англичанина до кончика ногтей. Видно, что и богословие для него не просто профессия, а сам стиль и смысл жизни, и этому философскому осмыслению происходящих процессов Чезюбл отдан всей душой. А они его действительно занимают — это заметно невооруженным глазом. Чезюбл пусть и провинциальный, но все-таки философ. Скромность, интеллигентность и такт выдают в нём большого ученого и духовного наставника, который не кичится своей индивидуальностью.
Все лучшее, что было наработано за эти годы на сцене Молодёжного театра, Виктор Васильев щедро дарит зрителям в своей новой роли. Это большая творческая победа артиста, не устающего нас удивлять. Каким разным он способен быть, можно убедиться, посмотрев репертуарные спектакли с его участием — „С наступающим!“, „Двоеженец“, „Бесприданница“ и другие. Виктор Игоревич входит в пору зрелости, когда талант, опыт и знания предстают новыми гранями.».

## Фильмография

### Актёр
- 2020 — Агеев — Максим Серов, главврач психиатрического отделения городской больницы
- 2018 — Заступники —
- 2017 — Дом фарфора — доктор
- 2017 — Мухтар. Новый след Дубровский полковник Приключения манекена | 28-я серия с 58 серии новый начальник ОМВД, полковник полиции
- 2016 — Без права на ошибку — Головко, следователь
- 2015 — Удар зодиака — Евгений, хозяин квартиры
- 2015 — Тонкий лёд — Эдуард Романович, режиссёр телепередачи (нет в титрах)
- 2015 — Неподкупный Шнуров
- 2015 — Не говори мне прощай — следователь
- 2015 — На дальней заставе — эпизод
- 2015 — Красная королева — Мартын Афанасьевич, директор школы
- 2015 — Королева красоты — эпизод
- 2015 — Код Каина | Code of Cain, The (Беларусь, Россия, США) помощник президента
- 2015 — Затмение — Альберт, частный детектив
- 2015 — Государственная граница — генерал Ложная цель | Фильм № 12
- 2014 — Я не вернусь | I won’t come back — продавец ягод
- 2014 — Трюкач — Леонид Иосифович Бурлюкин, режиссёр
- 2014 — Снег растает в сентябре — Евгений Павлович Петров, следователь
- 2014 — Предмет обожания — урядник
- 2014 — Невероятное перемещение
- 2014 — Мой близкий враг Виктор — хозяин казино
- 2014 — Доброе имя Никита Сергеевич Василевский — предприниматель 9-я серия ,10-я серия
- 2014 — Не отпускай меня — Степан
- 2014 — Жизнь рассудит — адвокат
- 2013 — Чиновник (фильм)
- 2013 — Сын отца народов (Россия, Украина, Беларусь) — эпизод
- 2013 — Спасти или уничтожить — Лагутин
- 2013 — Поезд на север — глава поселения
- 2013 — Оттепель — представитель органов цензуры
- 2013 — Земляк — полковник, начальник Широкова
- 2013 — Деточки — майор Кузнецов
- 2013 — Вангелия (Россия, Беларусь, Украина) — сотрудник ФСБ
- 2012-2013 — Белые волки — Леонид (майор линейного отдела полиции)
- 2012 — Украсть Бельмондо (Беларусь) — Михалыч (участковый)
- 2012 — Смерть шпионам. Ударная волна (Беларусь, Россия, Украина) — Илья Кузьмич Васютин
- 2012 — Русалка — врач
- 2012 — Охота на гауляйтера (Беларусь, Россия, Украина) — капитан НКВД
- 2012 — Отдел С.С.С.Р. (Беларусь; 8-я серия: «Танцор») — эпизод
- 2012 — Ой, ма-моч-ки! (Беларусь) — Николай (отец Лены)
- 2012 — Однолюбы — Иван Никифорович (начальник ОБХСС)
- 2012 — Обратная сторона Луны (телесериал) — Геннадий
- 2012 — Моё любимое чудовище — Виталий Степанович (ухажёр Натальи Николаевны)
- 2012 — Куклы — адвокат Анатолия
- 2012 — Испытание верностью — Павел Алексеевич Гришин (адвокат)
- 2012 — Выше неба (Беларусь) — преподаватель
- 2011 — Четыре времени лета — сотрудник КГБ
- 2011 — Счастье есть — Олег (сосед Татьяны)
- 2011 — Слепое счастье — вахтёр в частной клинике
- 2011 — Сетевая угроза (Беларусь) — Дробышев
- 2011 — Семейный детектив (13-я серия: «С чистого листа») — Борис Кокорин/Клим Цыгельников
- 2011 — Поцелуй Сократа (Беларусь; фильм № 4: «Чистый лёд») — Алексей Петрович Мазурин (врач в хоккейной команде)
- 2011 — Не жалею, не зову, не плачу — Виктор Аркадьевич Семенюк (адвокат)
- 2011 — Навигатор (7-я серия: «Школьное ЧП») — Лев Григорьевич (директор школы)
- 2011 — Команда восемь — полковник
- 2011 — Эта женщина ко мне (Беларусь, Россия) — Николай Петрович Завьялов (мэр)
- 2010 — Смертельная схватка — Фадеев (капитан)
- 2010 — Сваты-4 (Украина) — Савелий Аристархович Кречетов (художник-портретист)
- 2010 — Псевдоним «Албанец» — 3 — эпизод
- 2010 — Побег — Игнатов (охранник)
- 2010 — Око за око (Беларусь, Россия) — Бельмач-Варсутский
- 2010 — Моя любовь — Кирилл Викторович (начальник Алины)
- 2010 — Месть — следователь по делу «Атлантика»
- 2010 — Гадание при свечах — эпизод
- 2010 — Без права на ошибку — Москаленко
- 2009 — Террористка Иванова — адвокат
- 2009 — Сёмин (фильм № 2: «Отступники») — Чуб
- 2009 — При загадочных обстоятельствах (Украина; фильм № 2: «Беспощадная любовь», фильм № 3: «Следующая станция — Смерть») — эпизоды
- 2009 — Командировка — Николай Алексеевич
- 2008 — Любимая дочь папы Карло — Борис Загребной
- 2008 — Вызов-3 (фильм № 8: «Уровень смерти») — Плужников
- 2007 — Чаклун и Румба (Беларусь) — капитан НКВД
- 2007 — Третье небо — эпизод
- 2007 — Пантера — эпизод
- 2007 — Майор Ветров (Беларусь) — Рыбин (капитан конвоя)
- 2007 — Закон и порядок: Преступный умысел — 2 (фильм 23: «Увидь меня») — Ткач
- 2007 — Дочь генерала — Нежданов (генерал)
- 2007 — Враги (Беларусь, Россия) — Володя
- 2007 — Ваша честь (4-я серия) — эпизод
- 2006 — Чартер — эпизод
- 2006 — Последний бронепоезд (Россия, Беларусь) — эпизод
- 2006 — Любовь и страхи Марии — эпизод
- 2005 — Я помню (Беларусь) — руководитель делегации
- 2005 — Человек войны (Беларусь, Россия) — эпизод
- 2005 — Призвание (Беларусь, Россия; фильм 7: «Алюминиевое королевство») — эпизод
- 2005 — Последний бой майора Пугачёва — эпизод
- 2005 — Мужчины не плачут-2 — эпизод
- 2005 — Дети Ванюхина — эпизод
- 2005 — Глубокое течение (Беларусь) — Семён (партизан)
- 2005 — Воскресенье в женской бане (серия № 9: «Основной инстинкт») — продюсер
- 2004 — Тёмная ночь — эпизод
- 2004 — На безымянной высоте | On an Unnamed Hill (Россия, Беларусь) — эпизод
- 2004 — Мужчины не плачут — Юдашев
- 2004 — Маленькие беглецы (Беларусь) — эпизод
- 2004 — Курсанты — Шапошников
- 2004 — Казанова (Беларусь, короткометражный) — участковый
- 2004 — Дикие звери мира (Беларусь, короткометражный) — дядька Володя
- 2004 — Карусель — капитан Дроздов
- 2004 — Вам — задание (Беларусь) — начальник милиции
- 2003 — Тартарен из Тараскона — начальник полиции
- 2003 — Небо и земля (Беларусь, Россия)
- 2003 — Адвокат
- 2003 — Киднеппинг (Россия, Беларусь) — врач скорой помощи
- 2003 — Вокзал (Беларусь, Россия) — Чусов
- 2003 — Бальное платье (Беларусь)
- 2003 — Анастасия Слуцкая (Беларусь) — эпизод
- 2002 — Каменская-2 (фильм 4: «За всё надо платить») — врач-реаниматолог
- 2002 — Закон (серии 10-17) — Макагон (присяжный)
- 2002 — Дело Халаимова
- 2000—2001 — Ускоренная помощь 2 (Беларусь, Россия; серия 11: «Почечные колики», серия 23: «Парк русского периода») — почечник, работник парка
- 1999 — Пешка (Беларусь, короткометражный)

### Режиссёр по площадке
- «Человек войны»
- «На безымянной высоте»
- «Последний бронепоезд»
- «Майор Ветров»
- «Око за око»
- «Чаклун и Румба»
- «Сага о хантах»
- «Вызов»
- «Сёмин»
- «Месть»
- «Смертельная схватка»

## Награды и премии
- Заслуженный деятель искусств Республики Беларусь (3 июня 2020 года)[5].
- Лауреат Национальной кинопремии Беларуси (2018)[6].
- 2018 — Благодарность Администрации Президента Республики Беларусь[2].
- Медаль Франциска Скорины (4 августа 2014 года)[7] — за отличные достижения

в профессиональной деятельности, значительный личный вклад в развитие и приумножение духовного потенциала, культурного наследия белорусского народа.
- 2013 — Почетная грамота Совета Министров Республики Беларусь[2].
- 2009 — нагрудный знак Министерства культуры «За вклад в развитие культуры Беларуси»[2].
- 2008 — Почетная грамота Министерства культуры Республики Беларусь[2].